# Wanderer W 21
Der Wanderer W 21 ist ein Pkw der Mittelklasse der Marke Wanderer mit 1,7-Liter-Sechszylindermotor und Hinterradantrieb. Die Auto Union AG stellte ihn 1933 als kleinere Ausführung des Wanderer W 22 mit 2-Liter-Motor vor. Beide wurden im Konstruktionsbüro von Ferdinand Porsche in Stuttgart als Porsche Typ 7 entwickelt. Der W 21 war als viertürige Limousine und zweitüriges Cabriolet (zwei Fenster) auf dem Markt. Die Limousinen wurden im Auto-Union-Werk Siegmar bei Chemnitz gefertigt, das auch die Fahrgestelle baute, die von Gläser in Dresden mit dem Cabriolet-Aufbau versehen wurden.

## Modellgeschichte und Technik
Der W 21 hat denselben Motor wie der Vorgänger W 17 (7/35 PS), jedoch ein auf gleichem Radstand verbessertes Niederrahmen-Fahrwerk mit vorderer Starrachse und Drehstabfederung; hinten kommt eine „Schwingachse“ (Pendelachse) mit Querfeder zum Einbau, die Porsche in Anlehnung an seine Konstruktionen bei Steyr entworfen hatte. An Stelle der mechanischen Seilzugbremse des W 17 trat eine hydraulisch betätigte „Öldruckbremse“ von ATE (Lizenz Lockheed).
Der von Porsche 1931 entwickelte obengesteuerte Reihenmotor mit seitlicher Nockenwelle (Stirnradantrieb) hat 1,7 Liter Hubraum und 35 PS Leistung. Über ein unsynchronisiertes Viergang-Getriebe mit Schalthebel in der Wagenmitte werden die Hinterräder angetrieben.
1935 lautete die Bezeichnung des gleichen Wagens Wanderer W 235. Anstatt des Cabriolets wurde nun ein 4-türiger Tourenwagen angeboten.
Der ansonsten baugleiche Nachfolger Wanderer W 35 mit vorderer Einzelradaufhängung (Doppel-Querlenker mit Querfeder) war nur noch 1936 im Angebot, bevor er vom Wanderer W 24 mit hinterer „Schwebeachse“ und einem neu konstruierten 1,8-Liter-Vierzylindermotor mit stehenden Ventilen (seitengesteuert) abgelöst wurde.
Zusammen mit den 2-Liter-Wagen W 22, W 240 und W 40 und den 2,3-Liter-Fahrzeugen W 245, W 250, W 45 und W 50 wurden 29.111 Exemplare gefertigt.

## Technische Daten im Vergleich
| Bauzeitraum           | 1933–1934                         | 1935                              | 1936                              |                                   |                                   |
| Aufbauten             | L4, Cb2                           | T4, L4                            | T4, L4                            |                                   |                                   |
| Motor                 | 6-Zylinder-Viertaktmotor in Reihe | 6-Zylinder-Viertaktmotor in Reihe | 6-Zylinder-Viertaktmotor in Reihe | 6-Zylinder-Viertaktmotor in Reihe | 6-Zylinder-Viertaktmotor in Reihe |
| Ventilsteuerung       | obengesteuert (OHV)               | obengesteuert (OHV)               | obengesteuert (OHV)               |                                   |                                   |
| Bohrung × Hub         | 65 mm × 85 mm                     | 65 mm × 85 mm                     | 65 mm × 85 mm                     |                                   |                                   |
| Hubraum               | 1690 cm³                          | 1690 cm³                          | 1690 cm³                          |                                   |                                   |
| Nennleistung          | 35 PS (25,7 kW)                   | 35 PS (25,7 kW)                   | 35 PS (25,7 kW)                   |                                   |                                   |
| Verbrauch             | 12 l/100 km                       | 12 l/100 km                       | 12 l/100 km                       |                                   |                                   |
| Höchstgeschwindigkeit | 95 km/h                           | 95 km/h                           | 95 km/h                           |                                   |                                   |
| Leergewicht           | 1250–1300 kg                      | 1250 kg                           | 1250 kg                           |                                   |                                   |
| zul. Gesamtgewicht    | 1700–1750 kg                      | 1700 kg                           | 1700 kg                           |                                   |                                   |
| Elektrik              | 12 Volt                           | 12 Volt                           | 12 Volt                           |                                   |                                   |
| Länge                 | 4500 mm                           | 4500 mm                           | 4500 mm                           |                                   |                                   |
| Breite                | 1670 mm                           | 1670 mm                           | 1670 mm                           |                                   |                                   |
| Höhe                  | 1650 mm                           | 1650 mm                           | 1650 mm                           |                                   |                                   |
| Radstand              | 3000 mm                           | 3000 mm                           | 3000 mm                           |                                   |                                   |
| Spur vorn/hinten      | 1350 mm / 1350 mm                 | 1350 mm / 1350 mm                 | 1350 mm / 1350 mm                 |                                   |                                   |
| Wendekreis            | 12 m                              | 12 m                              | 12 m                              |                                   |                                   |

- T4 = 4-sitziger Tourenwagen
- L4 = 4-türige Limousine
- Cb2 = 2-türiges Cabriolet